# كين كروسبي
كين كروسبي هو لاعب كرة قاعدة كندي، ولد في 15 ديسمبر 1947 في New Denver ‏ في كندا.

## وصلات خارجية
- كين كروسبي على موقعبيزبول رفرنس.كوم (الدوري الرئيسي) (الإنجليزية)